# Diansha Xiang
Diansha Xiang (kinesiska: 甸沙, 甸沙乡) är en socken i Kina. Den ligger i provinsen Yunnan, i den sydvästra delen av landet, omkring 81 kilometer nordost om provinshuvudstaden Kunming. Antalet invånare är 17 073. Befolkningen består av 8 236 kvinnor och 8 837 män. Barn under 15 år utgör 24,0 %, vuxna 15-64 år 67 %, och äldre över 65 år 7,0 %.
Genomsnittlig årsnederbörd är 919 millimeter. Den regnigaste månaden är juni, med i genomsnitt 200 mm nederbörd, och den torraste är januari, med 8 mm nederbörd.